# 차우진 (배우)
차우진(1990년 4월 17일 ~ )은 대한민국의 배우이다.

## 출연 작품

### 영화
- 《롱 리브 더 킹: 목포 영웅》 (2019년) ... 엔지니어 역
- 《시동》 (2019년) ... 강형사 역
- 《그라운드 제로》 (2021년) ... 죄수들 역
- 《범죄도시 2》 (2022년) ... 최용기 역 (첫 천만영화)
- 《압꾸정》 (2022년) ... 오 형사 역
- 《백수아파트》 (2025년) - 세온 역
- 《거룩한 밤: 데몬 헌터스》 (2025년) - CCTV 보안 남 역

## 각본
- 《범죄도시3》 (2023년) (천만영화)